# 大桥站 (平安南道)
大橋站（朝鲜语：／ Taegyo yŏk */?）是朝鮮民主主義人民共和國平安南道安州市的一個鐵路車站，属于平义线。

## 历史
- 1938年7月16日，落成使用。

## 邻近车站
平义线
文德站 - 大橋站 - 新安州青年站